# Ландграф, Зигрид
Зигрид Ландграф (в замужестве — Бартельс) (нем. Sigrid Landgraf (Bartels), род. 7 мая 1959 или 7 марта 1959, Ханау, Гессен) — немецкая хоккеистка (хоккей на траве), полевой игрок. Серебряный призёр летних Олимпийских игр 1984 года, чемпионка мира 1981 года, бронзовый призёр чемпионата Европы 1984 года.

## Биография
Зигрид Ландграф родилась 7 мая 1959 года в западногерманском городе Ханау.
Играла за «Ханауэр», в составе которого дважды становилась чемпионкой ФРГ по хоккею на траве (1981, 1984) и один раз по индорхоккею (1983).
В 1981 году завоевала золотую медаль чемпионата мира по хоккею на траве в Буэнос-Айресе и чемпионата Европы по индорхоккею в Западном Берлине.
В 1984 году завоевала бронзовую медаль чемпионата Европы в Лилле и золотую медаль чемпионата Европы по индорхоккею в Лондоне.
В том же году вошла в состав женской сборной ФРГ по хоккею на траве на летних Олимпийских играх в Лос-Анджелесе и завоевала серебряную медаль. Играла в поле, провела 5 матчей, мячей не забивала.
В 1980—1984 годах провела за сборную ФРГ 46 матчей (36 на открытых полях, 10 в помещении).

## Семья
Муж Петер-Пауль Бартельс выступал за сборную ФРГ по гандболу.